# FC Dynamo Meidling
FC Dynamo Meidling Wiedeń – austriacki klub piłkarski z siedzibą w Wiedniu, w jej XII dzielnicy Meidling.

## Historia
Klub założony został w 2003 jako Dynamo Meidling. Występuje w Vienna Football Association (WFV) 2. Klasse B.